# Florence Aubenas

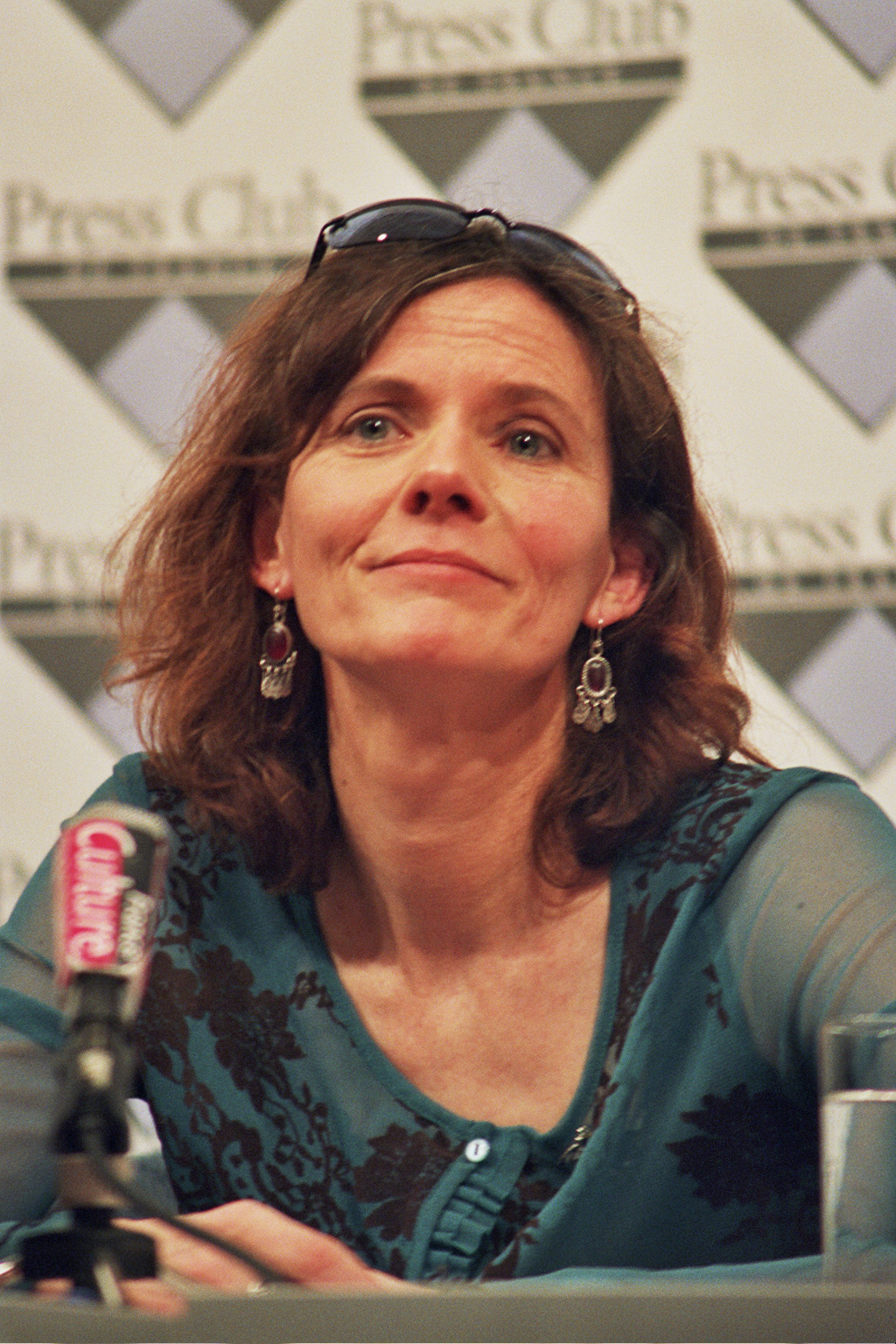
Florence Aubenas am 14. Juni 2005 nach ihrer Freilassung

Florence Aubenas (* 6. Februar 1961 in Brüssel, Belgien) ist eine französische Schriftstellerin und frühere Journalistin, die beim Nouvel Observateur arbeitete. Zuvor war sie für die linksliberale Tageszeitung Libération tätig. Sie wurde außerdem 2005 mit ihrem arabischen Übersetzer von islamistischen Geiselnehmern im Irak entführt und wurde nach 157 Tagen in Gefangenschaft wieder freigelassen.

## Leben
Florence Aubenas wurde in Belgien geboren, hat aber die französische Staatsangehörigkeit. Sie ist die Tochter eines EU-Diplomaten und einer Filmkritikerin. Ihre Ausbildung absolvierte sie samt Abschluss 1984 an der Journalistenschule Centre de formation des journalistes in Paris.
Sie arbeitete unter anderem beim Wirtschaftsmagazin Le Nouvel Économiste. Die erfahrene Journalistin war seit 1986 bei der linksliberalen Libération tätig. Unter anderem war Florence Aubenas in Kriegs- und Krisengebieten wie Ruanda, Kosovo, Afghanistan und Irak im Einsatz. Als Co-Autorin verfasste Florence Aubenas mehrere Bücher, wie über den Völkermord in Ruanda, die Mechanismen des Medienmarktes oder über die Globalisierung (u. a. zusammen mit Miguel Benasayag).
Im Februar 2010 wurde ihr Erfahrungsbericht als Putzfrau in Frankreich im Stile Günter Wallraffs in Buchform veröffentlicht. Das Buch hat sich schnell zu einem Bestseller entwickelt und ist auch in deutscher Übersetzung erschienen.

## Entführung
Am 5. Januar 2005 wurde sie in der Universität Bagdad mit ihrem Übersetzer Hussein Hanoun Al-Saadi entführt. Sie arbeitete an einer Reportage über Flüchtlinge von Falludscha. Am 1. März 2005 ist bei der Nachrichtenagentur Reuters in Bagdad ein 26 Sekunden langes Entführervideo aufgetaucht, auf dem Florence Aubenas zu sehen war.
Sie hatte den französischen Politiker Didier Julia um Unterstützung für ihre Freilassung gebeten. In dieser Videobotschaft sprach sie bei schlechter gesundheitlicher Verfassung in englischer Sprache. Während ihrer Gefangenschaft hat Florence Aubenas viel Unterstützung bekommen.
Das französische Außenministerium verkündete, dass Florence Aubenas und Hussein Hanoun Al-Saadi am Abend des 11. Juni 2005 im Irak freigelassen worden seien. Am Nachmittag des 12. Juni 2005 wurde sie mit einem Flugzeug von Bagdad nach Paris geflogen und am Flughafen Paris-Charles de Gaulle vom französischen Staatspräsidenten Jacques Chirac in Empfang genommen. Nach Aussagen von offiziellen Stellen sei kein Lösegeld gezahlt worden.

## Auszeichnungen
Literaturpreise
- 2010: Prix Jean Amila-Meckert, verliehen am 17. Mai 2010 beim Salon du livre d'expression populaire et de critique sociale d'Arras
- 2010: Prix Joseph-Kessel[3], verliehen am 22. Mai 2010 auf dem Festival Étonnants voyageurs in Saint-Malo
- 2015: Globes de cristal in der Kategorie Essay und Literatur[4], catégorie « littérature et essai »
- 2015: Prix d'Académie der Académie française für ihr Werk En France[5]
- 2023: Prix Jean-Lacouture für ihr Werk Ici et ailleurs

Ehrungen
- 2016: Kommandeur des Ordre des Arts et des Lettres[6]
- Am 28. April 2022 erhielt Florence Aubenas einen Doktortitel honoris causa verliehen von der Université catholique de Louvain (UCLouvain), in Löwen, Belgien.[7]

## Buchveröffentlichungen

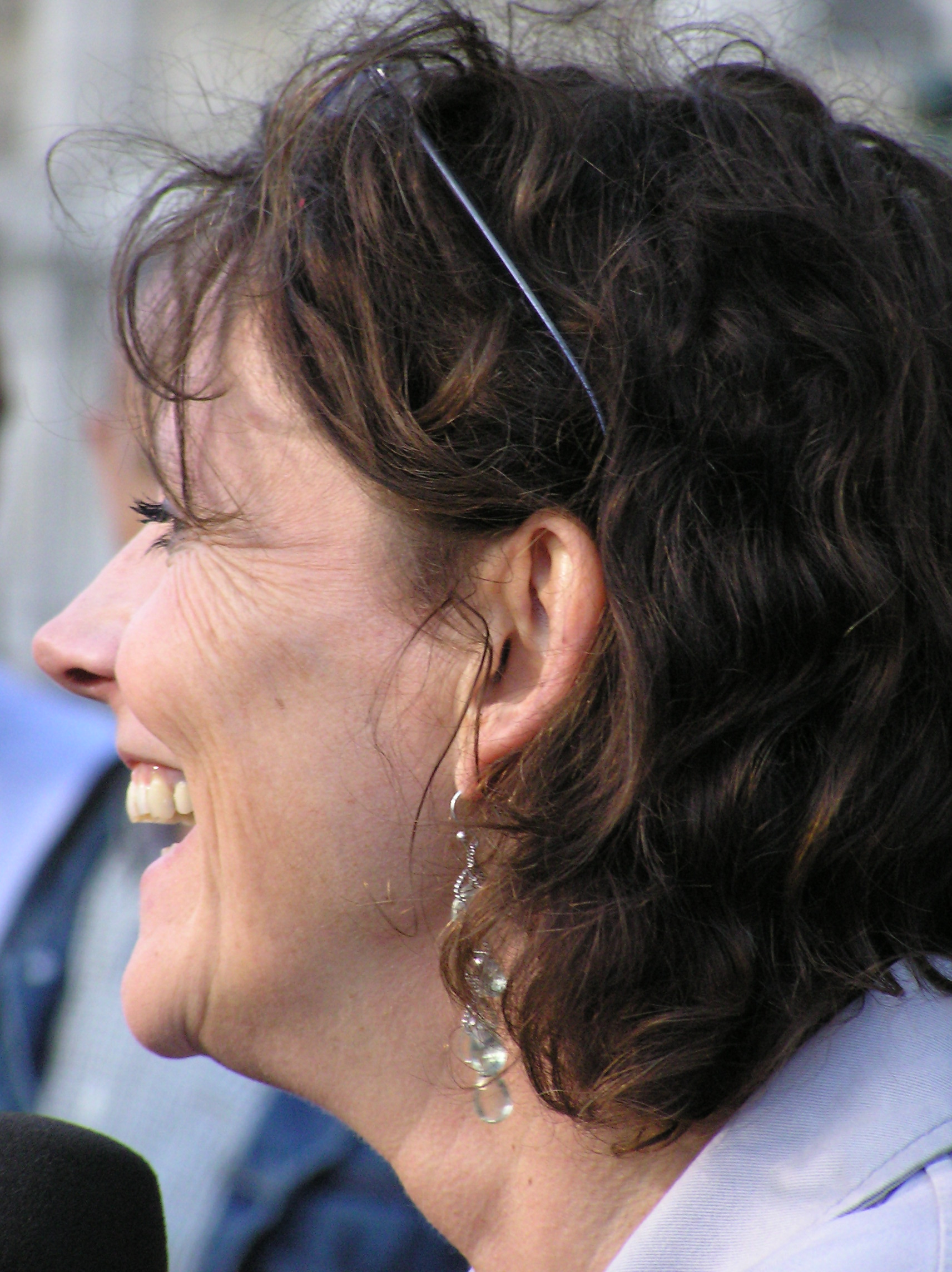
Florence Aubenas, 2008

- Grand Reporter, 2009, Éditions Bayard ISBN 978-2-2274-7868-8.
- Quai de Ouistreham. Éditions de l’Olivier, Paris 2010, ISBN 978-2-8792-9677-7 (erschien 2021 unter dem Kinofilmtitel Wie im echten Leben als Spielfilm)
  - Putze! Mein Leben im Dreck. Pendo, München 2010, ISBN 978-3-86612-282-6.
- En France. Éditions de l’Olivier, Paris 2014, ISBN 978-2-8236-0775-8.
- L'Inconnu de la Poste, Éditions de l'Olivier, Paris 2021, ISBN 978-2-8236-0985-1.[8]
- Ici et ailleurs, Éditions de l'Olivier, Paris 2023, ISBN 978-2-8236-2017-7.